# Космос-135
Космос-135, известный также как ДС-У2-МП #1, — советский спутник, запущенный в 1966 году как часть Днепропетровской спутниковой программы. Представлял собой легкий (350 кг) спутник, созданный в КБ Южное. Основной задачей спутника было исследование частиц космической пыли в околоземном пространстве.

## Научные инструменты и результаты
Одним из инструментов спутника был сцинтилляционный 64-канальный спектрометр гамма-лучей. Спектрометр представлял собой кристалл NaI(Tl) размером 40×40 мм, окруженный пластиковым сцинтиллятором толщиной 5 мм. Детектор просматривался одним фотоумножителем. Быстрый сигнал, возникающий в пластиковом сцинтилляторе, использовался для фильтрации событий, связанных с прохождением заряженных частиц через детектор. Кроме того, детектор был закрыт пассивной защитой 0,8 г/кв.см алюминия. Оборудование спутника позволяло получать спектры регистрированных гамма-лучей в диапазоне 0,3-2,7 МэВ и получать интегральные скорости счета событий в диапазоне энергий 0,45-0,65 МэВ и 0,65-2,5 МэВ, а также скорости счета электронов на энергиях >1,5 МэВ и протонов с энергией >27 МэВ. Спектрометр располагался на расстоянии 0,5 м от тела спутника. Спектры гамма-лучей записывались каждые 10 минут, время накопления спектров — 2 минуты, интегральные отсчеты гамма-квантов и заряженных частиц записывались каждые 2 минуты.
Результатом работы спектрометров на спутниках Космос-135 и Космос-163 стало измерение космического фона в гамма-диапазоне 0,3-3,7 МэВ
. Отмечалось, что полученная яркость фонового излучения в области энергий около 1 МэВ не согласуется с результатами измерений, проведенными на межпланетных аппаратах (например ERS-18). Высказывалось предположение, что это связано с присутствием в детекторах межпланетных миссий радиации, наведенной космическими лучами.

## Другие научные эксперименты на спутниках серии «Космос»
- Космос-60
- Космос-163
- Космос-208
- Космос-251
- Космос-264
- Космос-428
- Космос-461